# ناحیه تان فو دونگ
منطقه‌تان فو دونگ (به لاتین: Tân Phú Đông District) یک منطقهٔ مسکونی در ویتنام است که در مکونگ دلتا واقع شده‌است.

## خصوصیات
منطقه‌تان فو دونگ ۲۰۲٫۰۸ کیلومترمربع مساحت و ۴۲٬۹۲۶ نفر جمعیت دارد.